# Chess Creek
Chess Creek är ett vattendrag i Australien. Det ligger i delstaten Queensland, omkring 330 kilometer nordväst om delstatshuvudstaden Brisbane.
I omgivningarna runt Chess Creek växer huvudsakligen savannskog. Trakten runt Chess Creek är nära nog obefolkad, med mindre än två invånare per kvadratkilometer. Genomsnittlig årsnederbörd är 805 millimeter. Den regnigaste månaden är januari, med i genomsnitt 145 mm nederbörd, och den torraste är augusti, med 16 mm nederbörd.